# Pseudoplatystoma fasciatum
Cá da báo mỏ vịt (Danh pháp khoa học: Pseudoplatystoma fasciatum) hay còn gọi với các tên khác như cá sấu da beo mỏ vịt, Cá nheo hổ râu dài là một loài cá trong họ Pimelodidae

## Phân loài
- P. f. brevifile  Eigenmann & Eigenmann, 1882
- P. f. fasciatum  Linnaeus, 1766
- P. f. intermedium  Eigenmann & Eigenmann, 1888
- P. f. nigricans  Eigenmann & Eigenmann, 1889
- P. f. reticulatum  Eigenmann & Eigenmann, 1889